# Rekordy świata w łyżwiarstwie figurowym
Lista rekordów świata w łyżwiarstwie figurowym uznawanych przez Międzynarodową Unię Łyżwiarską (ISU) po zmianie systemu oceniania z szóstkowego na Code of Points w 2004 r.. Wśród rekordów nie są ujmowane wyniki uzyskane na zawodach krajowych i tych niższej rangi.
Zawody uznawane przez ISU to: igrzyska olimpijskie, igrzyska olimpijskie młodzieży, mistrzostwa świata, mistrzostwa świata juniorów, mistrzostwa Europy, mistrzostwa czterech kontynentów, zawody z cyklu Grand Prix, zawody z cyklu Junior Grand Prix, zawody z cyklu Challenger Series i World Team Trophy.
W związku ze zmianami w systemie oceniania poszczególnych segmentów wprowadzanymi przez ISU, wcześniejsze rekordy świata stają się rekordami historycznymi. Pierwsza zmiana nastąpiła w przypadku konkurencji par tanecznych w 2010 r. (fuzja tańca obowiązkowego i oryginalnego w taniec krótki), a druga zmiana objęła wszystkie cztery konkurencje w 2018 r. (zmiana skali wartości oceniania elementów łyżwiarskich z GOE±3 na GOE±5).
Używane oznaczenia:
- WR – rekord świata
- JWR – rekord świata juniorów

| Konkurencja   | Historyczny rekord świata | Historyczny rekord świata | Rekord świata |
| ------------- | ------------------------- | ------------------------- | ------------- |
| Soliści       | —                         | przed sezonem 2018/2019   | aktualny      |
| Solistki      | —                         | przed sezonem 2018/2019   | aktualny      |
| Pary sportowe | —                         | przed sezonem 2018/2019   | aktualny      |
| Pary taneczne | przed sezonem 2010/2011   | przed sezonem 2018/2019   | aktualny      |

## Rekordy świata
Rekordy świata ustanawiane od sezonu 2018/2019 w skali (GOE±5).

### Kategoria seniorów
| Rekordy świata (GOE±5) na moment rozpoczęcia zawodów (stan na 5 listopada 2023): | Rekordy świata (GOE±5) na moment rozpoczęcia zawodów (stan na 5 listopada 2023): | Rekordy świata (GOE±5) na moment rozpoczęcia zawodów (stan na 5 listopada 2023): | Rekordy świata (GOE±5) na moment rozpoczęcia zawodów (stan na 5 listopada 2023): | Rekordy świata (GOE±5) na moment rozpoczęcia zawodów (stan na 5 listopada 2023): | Rekordy świata (GOE±5) na moment rozpoczęcia zawodów (stan na 5 listopada 2023): |
| Konkurencja                                                                      | Segment                                                                          | Zawodnicy                                                                        | Punkty                                                                           | Zawody                                                                           | Data                                                                             |
| -------------------------------------------------------------------------------- | -------------------------------------------------------------------------------- | -------------------------------------------------------------------------------- | -------------------------------------------------------------------------------- | -------------------------------------------------------------------------------- | -------------------------------------------------------------------------------- |
| Soliści                                                                          | Nota łączna                                                                      | Nathan Chen                                                                      | 335,30                                                                           | Finał Grand Prix 2019                                                            | 7 grudnia 2019                                                                   |
| Soliści                                                                          | Program dowolny                                                                  | Ilia Malinin                                                                     | 227,79                                                                           | Mistrzostwa świata 2024                                                          | 23 marca 2024                                                                    |
| Soliści                                                                          | Program krótki                                                                   | Nathan Chen                                                                      | 113,97                                                                           | Zimowe igrzyska olimpijskie 2022                                                 | 10 lutego 2022                                                                   |
| Solistki                                                                         | Nota łączna                                                                      | Kamiła Walijewa                                                                  | 272,71                                                                           | Rostelecom Cup 2021                                                              | 27 listopada 2021                                                                |
| Solistki                                                                         | Program dowolny                                                                  | Kamiła Walijewa                                                                  | 185,29                                                                           | Rostelecom Cup 2021                                                              | 27 listopada 2021                                                                |
| Solistki                                                                         | Program krótki                                                                   | Kamiła Walijewa                                                                  | 87,42                                                                            | Rostelecom Cup 2021                                                              | 26 listopada 2021                                                                |
| Pary sportowe                                                                    | Nota łączna                                                                      | Sui Wenjing / Han Cong                                                           | 239,88                                                                           | Zimowe igrzyska olimpijskie 2022                                                 | 19 lutego 2022                                                                   |
| Pary sportowe                                                                    | Program dowolny                                                                  | Anastasija Miszyna / Aleksandr Gallamow                                          | 157,46                                                                           | Mistrzostwa Europy 2022                                                          | 13 stycznia 2022                                                                 |
| Pary sportowe                                                                    | Program krótki                                                                   | Sui Wenjing / Han Cong                                                           | 84,41                                                                            | Zimowe igrzyska olimpijskie 2022                                                 | 18 lutego 2022                                                                   |
| Pary taneczne                                                                    | Nota łączna                                                                      | Madison Chock / Evan Bates                                                       | 232,32                                                                           | World Team Trophy 2023                                                           | 14 kwietnia 2023                                                                 |
| Pary taneczne                                                                    | Taniec dowolny                                                                   | Madison Chock / Evan Bates                                                       | 138,41                                                                           | World Team Trophy 2023                                                           | 14 kwietnia 2023                                                                 |
| Pary taneczne                                                                    | Taniec rytmiczny                                                                 | Madison Chock / Evan Bates                                                       | 93,91                                                                            | World Team Trophy 2023                                                           | 13 kwietnia 2023                                                                 |

| Rekordy świata (GOE±5) na koniec sezonu 2022/2023: | Rekordy świata (GOE±5) na koniec sezonu 2022/2023: | Rekordy świata (GOE±5) na koniec sezonu 2022/2023: | Rekordy świata (GOE±5) na koniec sezonu 2022/2023: | Rekordy świata (GOE±5) na koniec sezonu 2022/2023: | Rekordy świata (GOE±5) na koniec sezonu 2022/2023: |
| Konkurencja                                        | Segment                                            | Zawodnicy                                          | Punkty                                             | Zawody                                             | Data                                               |
| -------------------------------------------------- | -------------------------------------------------- | -------------------------------------------------- | -------------------------------------------------- | -------------------------------------------------- | -------------------------------------------------- |
| Soliści                                            | Nota łączna                                        | Nathan Chen                                        | 335,30                                             | Finał Grand Prix 2019                              | 7 grudnia 2019                                     |
| Soliści                                            | Program dowolny                                    | Nathan Chen                                        | 224,92                                             | Finał Grand Prix 2019                              | 7 grudnia 2019                                     |
| Soliści                                            | Program krótki                                     | Nathan Chen                                        | 113,97                                             | Zimowe igrzyska olimpijskie 2022                   | 10 lutego 2020                                     |
| Solistki                                           | Nota łączna                                        | Kamiła Walijewa                                    | 272,71                                             | Rostelecom Cup 2021                                | 27 listopada 2021                                  |
| Solistki                                           | Program dowolny                                    | Kamiła Walijewa                                    | 185,29                                             | Rostelecom Cup 2021                                | 27 listopada 2021                                  |
| Solistki                                           | Program krótki                                     | Kamiła Walijewa                                    | 90,45                                              | Mistrzostwa Europy 2022                            | 13 stycznia 2022                                   |
| Pary sportowe                                      | Nota łączna                                        | Sui Wenjing / Han Cong                             | 239,88                                             | Zimowe igrzyska olimpijskie 2022                   | 19 lutego 2022                                     |
| Pary sportowe                                      | Program dowolny                                    | Anastasija Miszyna / Aleksandr Gallamow            | 157,46                                             | Mistrzostwa Europy 2022                            | 13 stycznia 2022                                   |
| Pary sportowe                                      | Program krótki                                     | Sui Wenjing / Han Cong                             | 84,41                                              | Zimowe igrzyska olimpijskie 2022                   | 18 lutego 2022                                     |
| Pary taneczne                                      | Nota łączna                                        | Madison Chock / Evan Bates                         | 232,32                                             | World Team Trophy 2023                             | 14 kwietnia 2023                                   |
| Pary taneczne                                      | Taniec dowolny                                     | Madison Chock / Evan Bates                         | 138,41                                             | World Team Trophy 2023                             | 14 kwietnia 2023                                   |
| Pary taneczne                                      | Taniec rytmiczny                                   | Madison Chock / Evan Bates                         | 93,91                                              | World Team Trophy 2023                             | 13 kwietnia 2023                                   |

| Rekordy świata (GOE±5) na koniec sezonu 2021/2022: | Rekordy świata (GOE±5) na koniec sezonu 2021/2022: | Rekordy świata (GOE±5) na koniec sezonu 2021/2022: | Rekordy świata (GOE±5) na koniec sezonu 2021/2022: | Rekordy świata (GOE±5) na koniec sezonu 2021/2022: | Rekordy świata (GOE±5) na koniec sezonu 2021/2022: |
| Konkurencja                                        | Segment                                            | Zawodnicy                                          | Punkty                                             | Zawody                                             | Data                                               |
| -------------------------------------------------- | -------------------------------------------------- | -------------------------------------------------- | -------------------------------------------------- | -------------------------------------------------- | -------------------------------------------------- |
| Soliści                                            | Nota łączna                                        | Nathan Chen                                        | 335,30                                             | Finał Grand Prix 2019                              | 7 grudnia 2019                                     |
| Soliści                                            | Program dowolny                                    | Nathan Chen                                        | 224,92                                             | Finał Grand Prix 2019                              | 7 grudnia 2019                                     |
| Soliści                                            | Program krótki                                     | Nathan Chen                                        | 113,97                                             | Zimowe igrzyska olimpijskie 2022                   | 10 lutego 2020                                     |
| Solistki                                           | Nota łączna                                        | Kamiła Walijewa                                    | 272,71                                             | Rostelecom Cup 2021                                | 27 listopada 2021                                  |
| Solistki                                           | Program dowolny                                    | Kamiła Walijewa                                    | 185,29                                             | Rostelecom Cup 2021                                | 27 listopada 2021                                  |
| Solistki                                           | Program krótki                                     | Kamiła Walijewa                                    | 90,45                                              | Mistrzostwa Europy 2022                            | 13 stycznia 2022                                   |
| Pary sportowe                                      | Nota łączna                                        | Sui Wenjing / Han Cong                             | 239,88                                             | Zimowe igrzyska olimpijskie 2022                   | 19 lutego 2022                                     |
| Pary sportowe                                      | Program dowolny                                    | Anastasija Miszyna / Aleksandr Gallamow            | 157,46                                             | Mistrzostwa Europy 2022                            | 13 stycznia 2022                                   |
| Pary sportowe                                      | Program krótki                                     | Sui Wenjing / Han Cong                             | 84,41                                              | Zimowe igrzyska olimpijskie 2022                   | 18 lutego 2022                                     |
| Pary taneczne                                      | Nota łączna                                        | Gabriella Papadakis / Guillaume Cizeron            | 229,82                                             | Mistrzostwa świata 2022                            | 26 marca 2022                                      |
| Pary taneczne                                      | Taniec dowolny                                     | Gabriella Papadakis / Guillaume Cizeron            | 137,09                                             | Mistrzostwa świata 2022                            | 26 marca 2022                                      |
| Pary taneczne                                      | Taniec rytmiczny                                   | Gabriella Papadakis / Guillaume Cizeron            | 92,73                                              | Mistrzostwa świata 2022                            | 25 marca 2022                                      |

| Rekordy świata (GOE±5) na koniec sezonu 2020/2021: | Rekordy świata (GOE±5) na koniec sezonu 2020/2021: | Rekordy świata (GOE±5) na koniec sezonu 2020/2021: | Rekordy świata (GOE±5) na koniec sezonu 2020/2021: | Rekordy świata (GOE±5) na koniec sezonu 2020/2021: | Rekordy świata (GOE±5) na koniec sezonu 2020/2021: |
| Konkurencja                                        | Segment                                            | Zawodnicy                                          | Punkty                                             | Zawody                                             | Data                                               |
| -------------------------------------------------- | -------------------------------------------------- | -------------------------------------------------- | -------------------------------------------------- | -------------------------------------------------- | -------------------------------------------------- |
| Soliści                                            | Nota łączna                                        | Nathan Chen                                        | 335,30                                             | Finał Grand Prix 2019                              | 7 grudnia 2019                                     |
| Soliści                                            | Program dowolny                                    | Nathan Chen                                        | 224,92                                             | Finał Grand Prix 2019                              | 7 grudnia 2019                                     |
| Soliści                                            | Program krótki                                     | Yuzuru Hanyū                                       | 111,82                                             | Mistrzostwa czterech kontynentów 2020              | 7 lutego 2020                                      |
| Solistki                                           | Nota łączna                                        | Alona Kostornoj                                    | 247,59                                             | Finał Grand Prix 2019                              | 7 grudnia 2019                                     |
| Solistki                                           | Program dowolny                                    | Aleksandra Trusowa                                 | 166,62                                             | Skate Canada International 2019                    | 26 października 2019                               |
| Solistki                                           | Program krótki                                     | Alona Kostornoj                                    | 85,45                                              | Finał Grand Prix 2019                              | 6 grudnia 2019                                     |
| Pary sportowe                                      | Nota łączna                                        | Sui Wenjing / Han Cong                             | 234,84                                             | Mistrzostwa świata 2019                            | 21 marca 2019                                      |
| Pary sportowe                                      | Program dowolny                                    | Sui Wenjing / Han Cong                             | 155,60                                             | Mistrzostwa świata 2019                            | 21 marca 2019                                      |
| Pary sportowe                                      | Program krótki                                     | Aleksandra Bojkowa / Dmitrij Kozłowskij            | 82,34                                              | Mistrzostwa Europy 2020                            | 22 stycznia 2020                                   |
| Pary taneczne                                      | Nota łączna                                        | Gabriella Papadakis / Guillaume Cizeron            | 226,61                                             | NHK Trophy 2019                                    | 23 listopada 2019                                  |
| Pary taneczne                                      | Taniec dowolny                                     | Gabriella Papadakis / Guillaume Cizeron            | 136,58                                             | NHK Trophy 2019                                    | 23 listopada 2019                                  |
| Pary taneczne                                      | Taniec rytmiczny                                   | Gabriella Papadakis / Guillaume Cizeron            | 90,03                                              | NHK Trophy 2019                                    | 22 listopada 2019                                  |

| Rekordy świata (GOE±5) na koniec sezonu 2019/2020: | Rekordy świata (GOE±5) na koniec sezonu 2019/2020: | Rekordy świata (GOE±5) na koniec sezonu 2019/2020: | Rekordy świata (GOE±5) na koniec sezonu 2019/2020: | Rekordy świata (GOE±5) na koniec sezonu 2019/2020: | Rekordy świata (GOE±5) na koniec sezonu 2019/2020: |
| Konkurencja                                        | Segment                                            | Zawodnicy                                          | Punkty                                             | Zawody                                             | Data                                               |
| -------------------------------------------------- | -------------------------------------------------- | -------------------------------------------------- | -------------------------------------------------- | -------------------------------------------------- | -------------------------------------------------- |
| Soliści                                            | Nota łączna                                        | Nathan Chen                                        | 335,30                                             | Finał Grand Prix 2019                              | 7 grudnia 2019                                     |
| Soliści                                            | Program dowolny                                    | Nathan Chen                                        | 224,92                                             | Finał Grand Prix 2019                              | 7 grudnia 2019                                     |
| Soliści                                            | Program krótki                                     | Yuzuru Hanyū                                       | 111,82                                             | Mistrzostwa czterech kontynentów 2020              | 7 lutego 2020                                      |
| Solistki                                           | Nota łączna                                        | Alona Kostornoj                                    | 247,59                                             | Finał Grand Prix 2019                              | 7 grudnia 2019                                     |
| Solistki                                           | Program dowolny                                    | Aleksandra Trusowa                                 | 166,62                                             | Skate Canada International 2019                    | 26 października 2019                               |
| Solistki                                           | Program krótki                                     | Alona Kostornoj                                    | 85,45                                              | Finał Grand Prix 2019                              | 6 grudnia 2019                                     |
| Pary sportowe                                      | Nota łączna                                        | Sui Wenjing / Han Cong                             | 234,84                                             | Mistrzostwa świata 2019                            | 21 marca 2019                                      |
| Pary sportowe                                      | Program dowolny                                    | Sui Wenjing / Han Cong                             | 155,60                                             | Mistrzostwa świata 2019                            | 21 marca 2019                                      |
| Pary sportowe                                      | Program krótki                                     | Aleksandra Bojkowa / Dmitrij Kozłowskij            | 82,34                                              | Mistrzostwa Europy 2020                            | 22 stycznia 2020                                   |
| Pary taneczne                                      | Nota łączna                                        | Gabriella Papadakis / Guillaume Cizeron            | 226,61                                             | NHK Trophy 2019                                    | 23 listopada 2019                                  |
| Pary taneczne                                      | Taniec dowolny                                     | Gabriella Papadakis / Guillaume Cizeron            | 136,58                                             | NHK Trophy 2019                                    | 23 listopada 2019                                  |
| Pary taneczne                                      | Taniec rytmiczny                                   | Gabriella Papadakis / Guillaume Cizeron            | 90,03                                              | NHK Trophy 2019                                    | 22 listopada 2019                                  |

| Rekordy świata (GOE±5) na koniec sezonu 2018/2019: | Rekordy świata (GOE±5) na koniec sezonu 2018/2019: | Rekordy świata (GOE±5) na koniec sezonu 2018/2019: | Rekordy świata (GOE±5) na koniec sezonu 2018/2019: | Rekordy świata (GOE±5) na koniec sezonu 2018/2019: | Rekordy świata (GOE±5) na koniec sezonu 2018/2019: |
| Konkurencja                                        | Segment                                            | Zawodnicy                                          | Punkty                                             | Zawody                                             | Data                                               |
| -------------------------------------------------- | -------------------------------------------------- | -------------------------------------------------- | -------------------------------------------------- | -------------------------------------------------- | -------------------------------------------------- |
| Soliści                                            | Nota łączna                                        | Nathan Chen                                        | 323,42                                             | Mistrzostwa świata 2019                            | 23 marca 2019                                      |
| Soliści                                            | Program dowolny                                    | Nathan Chen                                        | 216,02                                             | Mistrzostwa świata 2019                            | 23 marca 2019                                      |
| Soliści                                            | Program krótki                                     | Yuzuru Hanyū                                       | 110,53                                             | Rostelecom Cup 2018                                | 16 listopada 2018                                  |
| Solistki                                           | Nota łączna                                        | Alina Zagitowa                                     | 238,43                                             | Nebelhorn Trophy 2018                              | 28 września 2018                                   |
| Solistki                                           | Program dowolny                                    | Alina Zagitowa                                     | 158,50                                             | Nebelhorn Trophy 2018                              | 28 września 2018                                   |
| Solistki                                           | Program krótki                                     | Rika Kihira                                        | 83,97                                              | World Team Trophy 2019                             | 11 kwietnia 2019                                   |
| Pary sportowe                                      | Nota łączna                                        | Sui Wenjing / Han Cong                             | 234,84                                             | Mistrzostwa świata 2019                            | 21 marca 2019                                      |
| Pary sportowe                                      | Program dowolny                                    | Sui Wenjing / Han Cong                             | 155,60                                             | Mistrzostwa świata 2019                            | 21 marca 2019                                      |
| Pary sportowe                                      | Program krótki                                     | Jewgienija Tarasowa / Władimir Morozow             | 81,21                                              | Mistrzostwa świata 2019                            | 20 marca 2019                                      |
| Pary taneczne                                      | Nota łączna                                        | Gabriella Papadakis / Guillaume Cizeron            | 223,13                                             | World Team Trophy 2019                             | 12 kwietnia 2019                                   |
| Pary taneczne                                      | Taniec dowolny                                     | Gabriella Papadakis / Guillaume Cizeron            | 135,82                                             | World Team Trophy 2019                             | 12 kwietnia 2019                                   |
| Pary taneczne                                      | Taniec rytmiczny                                   | Gabriella Papadakis / Guillaume Cizeron            | 88,42                                              | Mistrzostwa świata 2019                            | 22 marca 2019                                      |

### Kategoria juniorów
| Rekordy świata juniorów (GOE±5) (stan na 4 marca 2023): | Rekordy świata juniorów (GOE±5) (stan na 4 marca 2023): | Rekordy świata juniorów (GOE±5) (stan na 4 marca 2023): | Rekordy świata juniorów (GOE±5) (stan na 4 marca 2023): | Rekordy świata juniorów (GOE±5) (stan na 4 marca 2023): | Rekordy świata juniorów (GOE±5) (stan na 4 marca 2023): |
| Konkurencja                                             | Segment                                                 | Zawodnicy                                               | Punkty                                                  | Zawody                                                  | Data                                                    |
| ------------------------------------------------------- | ------------------------------------------------------- | ------------------------------------------------------- | ------------------------------------------------------- | ------------------------------------------------------- | ------------------------------------------------------- |
| Soliści                                                 | Nota łączna                                             | Ilia Malinin                                            | 276,11                                                  | Mistrzostwa świata juniorów 2022                        | 16 kwietnia 2022                                        |
| Soliści                                                 | Program dowolny                                         | Ilia Malinin                                            | 187,12                                                  | Mistrzostwa świata juniorów 2022                        | 16 kwietnia 2022                                        |
| Soliści                                                 | Program krótki                                          | Ilia Malinin                                            | 88,99                                                   | Mistrzostwa świata juniorów 2022                        | 14 kwietnia 2022                                        |
| Solistki                                                | Nota łączna                                             | Sofja Akatjewa                                          | 233,08                                                  | JGP w Rosji 2021                                        | 18 września 2021                                        |
| Solistki                                                | Program dowolny                                         | Sofja Akatjewa                                          | 157,19                                                  | JGP w Rosji 2021                                        | 18 września 2021                                        |
| Solistki                                                | Program krótki                                          | Alona Kostornoj                                         | 76,32                                                   | Finał Junior Grand Prix 2018                            | 6 grudnia 2018                                          |
| Pary sportowe                                           | Nota łączna                                             | Apollinarija Panfiłowa / Dmitrij Ryłow                  | 199,21                                                  | Zimowe igrzyska olimpijskie młodzieży 2020              | 12 stycznia 2020                                        |
| Pary sportowe                                           | Program dowolny                                         | Apollinarija Panfiłowa / Dmitrij Ryłow                  | 127,47                                                  | Zimowe igrzyska olimpijskie młodzieży 2020              | 12 stycznia 2020                                        |
| Pary sportowe                                           | Program krótki                                          | Apollinarija Panfiłowa / Dmitrij Ryłow                  | 73,71                                                   | Mistrzostwa świata juniorów 2020                        | 4 marca 2020                                            |
| Pary taneczne                                           | Nota łączna                                             | Kateřina Mrázková / Daniel Mrázek                       | 177,36                                                  | Mistrzostwa świata juniorów 2023                        | 4 marca 2023                                            |
| Pary taneczne                                           | Taniec dowolny                                          | Avonley Nguyen / Wadym Kołesnyk                         | 108,91                                                  | Mistrzostwa świata juniorów 2020                        | 7 marca 2020                                            |
| Pary taneczne                                           | Taniec rytmiczny                                        | Kateřina Mrázková / Daniel Mrázek                       | 71,87                                                   | JGP we Włoszech 2022                                    | 13 października 2022                                    |

| Rekordy świata juniorów (GOE±5) na koniec sezonu 2022/2023: | Rekordy świata juniorów (GOE±5) na koniec sezonu 2022/2023: | Rekordy świata juniorów (GOE±5) na koniec sezonu 2022/2023: | Rekordy świata juniorów (GOE±5) na koniec sezonu 2022/2023: | Rekordy świata juniorów (GOE±5) na koniec sezonu 2022/2023: | Rekordy świata juniorów (GOE±5) na koniec sezonu 2022/2023: |
| Konkurencja                                                 | Segment                                                     | Zawodnicy                                                   | Punkty                                                      | Zawody                                                      | Data                                                        |
| ----------------------------------------------------------- | ----------------------------------------------------------- | ----------------------------------------------------------- | ----------------------------------------------------------- | ----------------------------------------------------------- | ----------------------------------------------------------- |
| Soliści                                                     | Nota łączna                                                 | Ilia Malinin                                                | 276,11                                                      | Mistrzostwa świata juniorów 2022                            | 16 kwietnia 2022                                            |
| Soliści                                                     | Program dowolny                                             | Ilia Malinin                                                | 187,12                                                      | Mistrzostwa świata juniorów 2022                            | 16 kwietnia 2022                                            |
| Soliści                                                     | Program krótki                                              | Ilia Malinin                                                | 88,99                                                       | Mistrzostwa świata juniorów 2022                            | 14 kwietnia 2022                                            |
| Solistki                                                    | Nota łączna                                                 | Sofja Akatjewa                                              | 233,08                                                      | JGP w Rosji 2021                                            | 18 września 2021                                            |
| Solistki                                                    | Program dowolny                                             | Sofja Akatjewa                                              | 157,19                                                      | JGP w Rosji 2021                                            | 18 września 2021                                            |
| Solistki                                                    | Program krótki                                              | Alona Kostornoj                                             | 76,32                                                       | Finał Junior Grand Prix 2018                                | 6 grudnia 2018                                              |
| Pary sportowe                                               | Nota łączna                                                 | Apollinarija Panfiłowa / Dmitrij Ryłow                      | 199,21                                                      | Zimowe igrzyska olimpijskie młodzieży 2020                  | 12 stycznia 2020                                            |
| Pary sportowe                                               | Program dowolny                                             | Apollinarija Panfiłowa / Dmitrij Ryłow                      | 127,47                                                      | Zimowe igrzyska olimpijskie młodzieży 2020                  | 12 stycznia 2020                                            |
| Pary sportowe                                               | Program krótki                                              | Apollinarija Panfiłowa / Dmitrij Ryłow                      | 73,71                                                       | Mistrzostwa świata juniorów 2020                            | 4 marca 2020                                                |
| Pary taneczne                                               | Nota łączna                                                 | Kateřina Mrázková / Daniel Mrázek                           | 177,36                                                      | Mistrzostwa świata juniorów 2023                            | 4 marca 2023                                                |
| Pary taneczne                                               | Taniec dowolny                                              | Avonley Nguyen / Wadym Kołesnyk                             | 108,91                                                      | Mistrzostwa świata juniorów 2020                            | 7 marca 2020                                                |
| Pary taneczne                                               | Taniec rytmiczny                                            | Kateřina Mrázková / Daniel Mrázek                           | 71,87                                                       | JGP we Włoszech 2022                                        | 13 października 2022                                        |

| Rekordy świata juniorów (GOE±5) na koniec sezonu 2021/2022: | Rekordy świata juniorów (GOE±5) na koniec sezonu 2021/2022: | Rekordy świata juniorów (GOE±5) na koniec sezonu 2021/2022: | Rekordy świata juniorów (GOE±5) na koniec sezonu 2021/2022: | Rekordy świata juniorów (GOE±5) na koniec sezonu 2021/2022: | Rekordy świata juniorów (GOE±5) na koniec sezonu 2021/2022: |
| Konkurencja                                                 | Segment                                                     | Zawodnicy                                                   | Punkty                                                      | Zawody                                                      | Data                                                        |
| ----------------------------------------------------------- | ----------------------------------------------------------- | ----------------------------------------------------------- | ----------------------------------------------------------- | ----------------------------------------------------------- | ----------------------------------------------------------- |
| Soliści                                                     | Nota łączna                                                 | Ilia Malinin                                                | 276,11                                                      | Mistrzostwa świata juniorów 2022                            | 16 kwietnia 2022                                            |
| Soliści                                                     | Program dowolny                                             | Ilia Malinin                                                | 187,12                                                      | Mistrzostwa świata juniorów 2022                            | 16 kwietnia 2022                                            |
| Soliści                                                     | Program krótki                                              | Ilia Malinin                                                | 88,99                                                       | Mistrzostwa świata juniorów 2022                            | 14 kwietnia 2022                                            |
| Solistki                                                    | Nota łączna                                                 | Sofja Akatjewa                                              | 233,08                                                      | JGP w Rosji 2021                                            | 18 września 2021                                            |
| Solistki                                                    | Program dowolny                                             | Sofja Akatjewa                                              | 157,19                                                      | JGP w Rosji 2021                                            | 18 września 2021                                            |
| Solistki                                                    | Program krótki                                              | Alona Kostornoj                                             | 76,32                                                       | Finał Junior Grand Prix 2018                                | 6 grudnia 2018                                              |
| Pary sportowe                                               | Nota łączna                                                 | Apollinarija Panfiłowa / Dmitrij Ryłow                      | 199,21                                                      | Zimowe igrzyska olimpijskie młodzieży 2020                  | 12 stycznia 2020                                            |
| Pary sportowe                                               | Program dowolny                                             | Apollinarija Panfiłowa / Dmitrij Ryłow                      | 127,47                                                      | Zimowe igrzyska olimpijskie młodzieży 2020                  | 12 stycznia 2020                                            |
| Pary sportowe                                               | Program krótki                                              | Apollinarija Panfiłowa / Dmitrij Ryłow                      | 73,71                                                       | Mistrzostwa świata juniorów 2020                            | 4 marca 2020                                                |
| Pary taneczne                                               | Nota łączna                                                 | Avonley Nguyen / Wadym Kołesnyk                             | 177,18                                                      | Mistrzostwa świata juniorów 2020                            | 7 marca 2020                                                |
| Pary taneczne                                               | Taniec dowolny                                              | Avonley Nguyen / Wadym Kołesnyk                             | 108,91                                                      | Mistrzostwa świata juniorów 2020                            | 7 marca 2020                                                |
| Pary taneczne                                               | Taniec rytmiczny                                            | Marjorie Lajoie / Zachary Lagha                             | 70,14                                                       | Mistrzostwa świata juniorów 2019                            | 7 marca 2019                                                |

| Rekordy świata juniorów (GOE±5) na koniec sezonu 2020/2021: | Rekordy świata juniorów (GOE±5) na koniec sezonu 2020/2021: | Rekordy świata juniorów (GOE±5) na koniec sezonu 2020/2021: | Rekordy świata juniorów (GOE±5) na koniec sezonu 2020/2021: | Rekordy świata juniorów (GOE±5) na koniec sezonu 2020/2021: | Rekordy świata juniorów (GOE±5) na koniec sezonu 2020/2021: |
| Konkurencja                                                 | Segment                                                     | Zawodnicy                                                   | Punkty                                                      | Zawody                                                      | Data                                                        |
| ----------------------------------------------------------- | ----------------------------------------------------------- | ----------------------------------------------------------- | ----------------------------------------------------------- | ----------------------------------------------------------- | ----------------------------------------------------------- |
| Soliści                                                     | Nota łączna                                                 | Shun Satō                                                   | 255,11                                                      | Finał Junior Grand Prix 2019                                | 7 grudnia 2019                                              |
| Soliści                                                     | Program dowolny                                             | Shun Satō                                                   | 177,86                                                      | Finał Junior Grand Prix 2019                                | 7 grudnia 2019                                              |
| Soliści                                                     | Program krótki                                              | Daniił Samsonow                                             | 87,33                                                       | JGP w Polsce 2019                                           | 19 września 2019                                            |
| Solistki                                                    | Nota łączna                                                 | Kamiła Walijewa                                             | 227,30                                                      | Mistrzostwa świata juniorów 2020                            | 7 marca 2020                                                |
| Solistki                                                    | Program dowolny                                             | Kamiła Walijewa                                             | 152,38                                                      | Mistrzostwa świata juniorów 2020                            | 7 marca 2020                                                |
| Solistki                                                    | Program krótki                                              | Alona Kostornoj                                             | 76,32                                                       | Finał Junior Grand Prix 2018                                | 6 grudnia 2018                                              |
| Pary sportowe                                               | Nota łączna                                                 | Apollinarija Panfiłowa / Dmitrij Ryłow                      | 199,21                                                      | Zimowe igrzyska olimpijskie młodzieży 2020                  | 12 stycznia 2020                                            |
| Pary sportowe                                               | Program dowolny                                             | Apollinarija Panfiłowa / Dmitrij Ryłow                      | 127,47                                                      | Zimowe igrzyska olimpijskie młodzieży 2020                  | 12 stycznia 2020                                            |
| Pary sportowe                                               | Program krótki                                              | Apollinarija Panfiłowa / Dmitrij Ryłow                      | 73,71                                                       | Mistrzostwa świata juniorów 2020                            | 4 marca 2020                                                |
| Pary taneczne                                               | Nota łączna                                                 | Avonley Nguyen / Wadym Kołesnyk                             | 177,18                                                      | Mistrzostwa świata juniorów 2020                            | 7 marca 2020                                                |
| Pary taneczne                                               | Taniec dowolny                                              | Avonley Nguyen / Wadym Kołesnyk                             | 108,91                                                      | Mistrzostwa świata juniorów 2020                            | 7 marca 2020                                                |
| Pary taneczne                                               | Taniec rytmiczny                                            | Marjorie Lajoie / Zachary Lagha                             | 70,14                                                       | Mistrzostwa świata juniorów 2019                            | 7 marca 2019                                                |

| Rekordy świata juniorów (GOE±5) na koniec sezonu 2019/2020: | Rekordy świata juniorów (GOE±5) na koniec sezonu 2019/2020: | Rekordy świata juniorów (GOE±5) na koniec sezonu 2019/2020: | Rekordy świata juniorów (GOE±5) na koniec sezonu 2019/2020: | Rekordy świata juniorów (GOE±5) na koniec sezonu 2019/2020: | Rekordy świata juniorów (GOE±5) na koniec sezonu 2019/2020: |
| Konkurencja                                                 | Segment                                                     | Zawodnicy                                                   | Punkty                                                      | Zawody                                                      | Data                                                        |
| ----------------------------------------------------------- | ----------------------------------------------------------- | ----------------------------------------------------------- | ----------------------------------------------------------- | ----------------------------------------------------------- | ----------------------------------------------------------- |
| Soliści                                                     | Nota łączna                                                 | Shun Satō                                                   | 255,11                                                      | Finał Junior Grand Prix 2019                                | 7 grudnia 2019                                              |
| Soliści                                                     | Program dowolny                                             | Shun Satō                                                   | 177,86                                                      | Finał Junior Grand Prix 2019                                | 7 grudnia 2019                                              |
| Soliści                                                     | Program krótki                                              | Daniił Samsonow                                             | 87,33                                                       | JGP w Polsce 2019                                           | 19 września 2019                                            |
| Solistki                                                    | Nota łączna                                                 | Kamiła Walijewa                                             | 227,30                                                      | Mistrzostwa świata juniorów 2020                            | 7 marca 2020                                                |
| Solistki                                                    | Program dowolny                                             | Kamiła Walijewa                                             | 152,38                                                      | Mistrzostwa świata juniorów 2020                            | 7 marca 2020                                                |
| Solistki                                                    | Program krótki                                              | Alona Kostornoj                                             | 76,32                                                       | Finał Junior Grand Prix 2018                                | 6 grudnia 2018                                              |
| Pary sportowe                                               | Nota łączna                                                 | Apollinarija Panfiłowa / Dmitrij Ryłow                      | 199,21                                                      | Zimowe igrzyska olimpijskie młodzieży 2020                  | 12 stycznia 2020                                            |
| Pary sportowe                                               | Program dowolny                                             | Apollinarija Panfiłowa / Dmitrij Ryłow                      | 127,47                                                      | Zimowe igrzyska olimpijskie młodzieży 2020                  | 12 stycznia 2020                                            |
| Pary sportowe                                               | Program krótki                                              | Apollinarija Panfiłowa / Dmitrij Ryłow                      | 73,71                                                       | Mistrzostwa świata juniorów 2020                            | 4 marca 2020                                                |
| Pary taneczne                                               | Nota łączna                                                 | Avonley Nguyen / Wadym Kołesnyk                             | 177,18                                                      | Mistrzostwa świata juniorów 2020                            | 7 marca 2020                                                |
| Pary taneczne                                               | Taniec dowolny                                              | Avonley Nguyen / Wadym Kołesnyk                             | 108,91                                                      | Mistrzostwa świata juniorów 2020                            | 7 marca 2020                                                |
| Pary taneczne                                               | Taniec rytmiczny                                            | Marjorie Lajoie / Zachary Lagha                             | 70,14                                                       | Mistrzostwa świata juniorów 2019                            | 7 marca 2019                                                |

| Rekordy świata juniorów (GOE±5) na koniec sezonu 2018/2019: | Rekordy świata juniorów (GOE±5) na koniec sezonu 2018/2019: | Rekordy świata juniorów (GOE±5) na koniec sezonu 2018/2019: | Rekordy świata juniorów (GOE±5) na koniec sezonu 2018/2019: | Rekordy świata juniorów (GOE±5) na koniec sezonu 2018/2019: | Rekordy świata juniorów (GOE±5) na koniec sezonu 2018/2019: |
| Konkurencja                                                 | Segment                                                     | Zawodnicy                                                   | Punkty                                                      | Zawody                                                      | Data                                                        |
| ----------------------------------------------------------- | ----------------------------------------------------------- | ----------------------------------------------------------- | ----------------------------------------------------------- | ----------------------------------------------------------- | ----------------------------------------------------------- |
| Soliści                                                     | Nota łączna                                                 | Stephen Gogolev                                             | 233,58                                                      | Finał Junior Grand Prix 2018                                | 7 grudnia 2018                                              |
| Soliści                                                     | Program dowolny                                             | Stephen Gogolev                                             | 154,76                                                      | Finał Junior Grand Prix 2018                                | 7 grudnia 2018                                              |
| Soliści                                                     | Program krótki                                              | Camden Pulkinen                                             | 82,41                                                       | Mistrzostwa świata juniorów 2019                            | 6 marca 2019                                                |
| Solistki                                                    | Nota łączna                                                 | Aleksandra Trusowa                                          | 222,89                                                      | Mistrzostwa świata juniorów 2019                            | 9 marca 2019                                                |
| Solistki                                                    | Program dowolny                                             | Aleksandra Trusowa                                          | 150,40                                                      | Mistrzostwa świata juniorów 2019                            | 9 marca 2019                                                |
| Solistki                                                    | Program krótki                                              | Alona Kostornoj                                             | 76,32                                                       | Finał Junior Grand Prix 2018                                | 6 grudnia 2018                                              |
| Pary sportowe                                               | Nota łączna                                                 | Anastasija Miszyna / Aleksandr Gallamow                     | 190,63                                                      | Finał Junior Grand Prix 2018                                | 8 grudnia 2018                                              |
| Pary sportowe                                               | Program dowolny                                             | Anastasija Miszyna / Aleksandr Gallamow                     | 126,26                                                      | Finał Junior Grand Prix 2018                                | 8 grudnia 2018                                              |
| Pary sportowe                                               | Program krótki                                              | Polina Kostiukowicz / Dmitrij Jalin                         | 68,31                                                       | Mistrzostwa świata juniorów 2019                            | 6 marca 2019                                                |
| Pary taneczne                                               | Nota łączna                                                 | Marjorie Lajoie / Zachary Lagha                             | 176,10                                                      | Mistrzostwa świata juniorów 2019                            | 9 marca 2019                                                |
| Pary taneczne                                               | Taniec dowolny                                              | Marjorie Lajoie / Zachary Lagha                             | 105,96                                                      | Mistrzostwa świata juniorów 2019                            | 9 marca 2019                                                |
| Pary taneczne                                               | Taniec rytmiczny                                            | Marjorie Lajoie / Zachary Lagha                             | 70,14                                                       | Mistrzostwa świata juniorów 2019                            | 7 marca 2019                                                |

## Historyczne rekordy świata przed sezonem 2018/2019
Rekordy świata ustanawiane do sezonu 2017/2018 w skali (GOE±3).

### Kategoria seniorów
| Historyczne rekordy świata (GOE±3) na koniec sezonu 2017/2018: | Historyczne rekordy świata (GOE±3) na koniec sezonu 2017/2018: | Historyczne rekordy świata (GOE±3) na koniec sezonu 2017/2018: | Historyczne rekordy świata (GOE±3) na koniec sezonu 2017/2018: | Historyczne rekordy świata (GOE±3) na koniec sezonu 2017/2018: | Historyczne rekordy świata (GOE±3) na koniec sezonu 2017/2018: |
| Konkurencja                                                    | Segment                                                        | Zawodnicy                                                      | Punkty                                                         | Zawody                                                         | Data                                                           |
| -------------------------------------------------------------- | -------------------------------------------------------------- | -------------------------------------------------------------- | -------------------------------------------------------------- | -------------------------------------------------------------- | -------------------------------------------------------------- |
| Soliści                                                        | Nota łączna                                                    | Yuzuru Hanyū                                                   | 330,43                                                         | Finał Grand Prix 2015                                          | 12 grudnia 2015                                                |
| Soliści                                                        | Program dowolny                                                | Yuzuru Hanyū                                                   | 223,20                                                         | Mistrzostwa świata 2017                                        | 1 kwietnia 2017                                                |
| Soliści                                                        | Program krótki                                                 | Yuzuru Hanyū                                                   | 112,72                                                         | Autumn Classic International 2017                              | 22 września 2017                                               |
| Solistki                                                       | Nota łączna                                                    | Jewgienija Miedwiediewa                                        | 241,31                                                         | World Team Trophy 2017                                         | 20 kwietnia 2017                                               |
| Solistki                                                       | Program dowolny                                                | Jewgienija Miedwiediewa                                        | 160,46                                                         | World Team Trophy 2017                                         | 20 kwietnia 2017                                               |
| Solistki                                                       | Program krótki                                                 | Alina Zagitowa                                                 | 82,92                                                          | Igrzyska olimpijskie 2018                                      | 21 lutego 2018                                                 |
| Pary sportowe                                                  | Nota łączna                                                    | Alona Sawczenko / Bruno Massot                                 | 245,84                                                         | Mistrzostwa świata 2018                                        | 22 marca 2018                                                  |
| Pary sportowe                                                  | Program dowolny                                                | Alona Sawczenko / Bruno Massot                                 | 162,86                                                         | Mistrzostwa świata 2018                                        | 22 marca 2018                                                  |
| Pary sportowe                                                  | Program krótki                                                 | Tetiana Wołosożar / Maksim Trańkow                             | 84,17                                                          | Igrzyska olimpijskie 2014                                      | 11 lutego 2014                                                 |
| Pary taneczne                                                  | Nota łączna                                                    | Gabriella Papadakis / Guillaume Cizeron                        | 207,20                                                         | Mistrzostwa świata 2018                                        | 24 marca 2018                                                  |
| Pary taneczne                                                  | Taniec dowolny                                                 | Gabriella Papadakis / Guillaume Cizeron                        | 123,47                                                         | Mistrzostwa świata 2018                                        | 24 marca 2018                                                  |
| Pary taneczne                                                  | Taniec krótki                                                  | Gabriella Papadakis / Guillaume Cizeron                        | 83,73                                                          | Mistrzostwa świata 2018                                        | 24 marca 2018                                                  |

### Kategoria juniorów
| Historyczne rekordy świata juniorów (GOE±3) na koniec sezonu 2017/2018: | Historyczne rekordy świata juniorów (GOE±3) na koniec sezonu 2017/2018: | Historyczne rekordy świata juniorów (GOE±3) na koniec sezonu 2017/2018: | Historyczne rekordy świata juniorów (GOE±3) na koniec sezonu 2017/2018: | Historyczne rekordy świata juniorów (GOE±3) na koniec sezonu 2017/2018: | Historyczne rekordy świata juniorów (GOE±3) na koniec sezonu 2017/2018: | Historyczne rekordy świata juniorów (GOE±3) na koniec sezonu 2017/2018: |
| Konkurencja                                                             | Segment                                                                 | Zawodnicy                                                               | Punkty                                                                  | Zawody                                                                  | Data                                                                    | Źr.                                                                     |
| ----------------------------------------------------------------------- | ----------------------------------------------------------------------- | ----------------------------------------------------------------------- | ----------------------------------------------------------------------- | ----------------------------------------------------------------------- | ----------------------------------------------------------------------- | ----------------------------------------------------------------------- |
| Soliści                                                                 | Nota łączna                                                             | Vincent Zhou                                                            | 258,11                                                                  | Mistrzostwa świata juniorów 2017                                        | 16 marca 2017                                                           |                                                                         |
| Soliści                                                                 | Program dowolny                                                         | Vincent Zhou                                                            | 179,24                                                                  | Mistrzostwa świata juniorów 2017                                        | 16 marca 2017                                                           |                                                                         |
| Soliści                                                                 | Program krótki                                                          | Shōma Uno                                                               | 84,87                                                                   | Mistrzostwa świata juniorów 2015                                        | 6 marca 2015                                                            |                                                                         |
| Solistki                                                                | Nota łączna                                                             | Aleksandra Trusowa                                                      | 225,52                                                                  | Mistrzostwa świata juniorów 2018                                        | 10 marca 2018                                                           |                                                                         |
| Solistki                                                                | Program dowolny                                                         | Aleksandra Trusowa                                                      | 153,49                                                                  | Mistrzostwa świata juniorów 2018                                        | 10 marca 2018                                                           |                                                                         |
| Solistki                                                                | Program krótki                                                          | Aleksandra Trusowa                                                      | 73,25                                                                   | Finał Junior Grand Prix 2017                                            | 7 grudnia 2017                                                          |                                                                         |
| Pary sportowe                                                           | Nota łączna                                                             | Anna Dušková / Martin Bidař                                             | 181,82                                                                  | Mistrzostwa świata juniorów 2016                                        | 17 marca 2016                                                           |                                                                         |
| Pary sportowe                                                           | Program dowolny                                                         | Sui Wenjing / Han Cong                                                  | 118,54                                                                  | JGP w Austrii 2011                                                      | 30 września 2011                                                        |                                                                         |
| Pary sportowe                                                           | Program krótki                                                          | Amina Atachanowa / Ilja Spiridonow                                      | 64,79                                                                   | JGP w Estonii 2016                                                      | 29 września 2016                                                        |                                                                         |
| Pary taneczne                                                           | Nota łączna                                                             | Rachel Parsons / Michael Parsons                                        | 164,83                                                                  | Mistrzostwa świata juniorów 2017                                        | 18 marca 2017                                                           |                                                                         |
| Pary taneczne                                                           | Taniec dowolny                                                          | Rachel Parsons / Michael Parsons                                        | 97,54                                                                   | Mistrzostwa świata juniorów 2017                                        | 18 marca 2017                                                           |                                                                         |
| Pary taneczne                                                           | Taniec krótki                                                           | Rachel Parsons / Michael Parsons                                        | 67,88                                                                   | Mistrzostwa świata juniorów 2016                                        | 17 marca 2016                                                           |                                                                         |

## Historyczne rekordy świata w parach tanecznych przed sezonem 2010/2011
Taniec obowiązkowy i taniec oryginalny został zastąpiony przez taniec krótki po sezonie 2009/2010, dlatego Międzynarodowa Unia Łyżwiarska rozdzieliła rekordy punktowe w tańcu dowolnym na te uzyskane przed sezonem 2010/2011 i te uzyskane od sezonu 2010/2011.

### Kategoria seniorów
| Historyczne rekordy świata (GOE±3) w parach tanecznych na koniec sezonu 2009/2010: | Historyczne rekordy świata (GOE±3) w parach tanecznych na koniec sezonu 2009/2010: | Historyczne rekordy świata (GOE±3) w parach tanecznych na koniec sezonu 2009/2010: | Historyczne rekordy świata (GOE±3) w parach tanecznych na koniec sezonu 2009/2010: | Historyczne rekordy świata (GOE±3) w parach tanecznych na koniec sezonu 2009/2010: |
| Segment                                                                            | Zawodnicy                                                                          | Punkty                                                                             | Zawody                                                                             | Data                                                                               |
| ---------------------------------------------------------------------------------- | ---------------------------------------------------------------------------------- | ---------------------------------------------------------------------------------- | ---------------------------------------------------------------------------------- | ---------------------------------------------------------------------------------- |
| Nota łączna                                                                        | Tatjana Nawka / Roman Kostomarow                                                   | 227,81                                                                             | Mistrzostwa świata 2005                                                            | 18 marca 2005                                                                      |
| Taniec dowolny                                                                     | Tatjana Nawka / Roman Kostomarow                                                   | 117,14                                                                             | Cup of Russia 2003                                                                 | 23 listopada 2003                                                                  |
| Taniec oryginalny                                                                  | Tessa Virtue / Scott Moir                                                          | 70,27                                                                              | Mistrzostwa świata 2010                                                            | 25 marca 2010                                                                      |
| Taniec obowiązkowy                                                                 | Tatjana Nawka / Roman Kostomarow                                                   | 45,97                                                                              | Mistrzostwa świata 2005                                                            | 18 marca 2005                                                                      |

### Kategoria juniorów
| Historyczne rekordy świata juniorów (GOE±3) w parach tanecznych na koniec sezonu 2009/2010: | Historyczne rekordy świata juniorów (GOE±3) w parach tanecznych na koniec sezonu 2009/2010: | Historyczne rekordy świata juniorów (GOE±3) w parach tanecznych na koniec sezonu 2009/2010: | Historyczne rekordy świata juniorów (GOE±3) w parach tanecznych na koniec sezonu 2009/2010: | Historyczne rekordy świata juniorów (GOE±3) w parach tanecznych na koniec sezonu 2009/2010: |
| Segment                                                                                     | Zawodnicy                                                                                   | Punkty                                                                                      | Zawody                                                                                      | Data                                                                                        |
| ------------------------------------------------------------------------------------------- | ------------------------------------------------------------------------------------------- | ------------------------------------------------------------------------------------------- | ------------------------------------------------------------------------------------------- | ------------------------------------------------------------------------------------------- |
| Nota łączna                                                                                 | Jelena Iljinych / Nikita Kacałapow                                                          | 188,28                                                                                      | Mistrzostwa świata juniorów 2010                                                            | 12 marca 2010                                                                               |
| Taniec dowolny                                                                              | Jelena Iljinych / Nikita Kacałapow                                                          | 90,82                                                                                       | Mistrzostwa świata juniorów 2010                                                            | 12 marca 2010                                                                               |
| Taniec oryginalny                                                                           | Jelena Iljinych / Nikita Kacałapow                                                          | 59,94                                                                                       | Mistrzostwa świata juniorów 2010                                                            | 11 marca 2010                                                                               |
| Taniec obowiązkowy                                                                          | Morgan Matthews / Maxim Zavozin                                                             | 39,89                                                                                       | Mistrzostwa świata juniorów 2005                                                            | 1 marca 2005                                                                                |

## Link zewnętrzny
- Oficjalna strona Międzynarodowej Unii Łyżwiarskiej (ISU) (ang.)